# Salve Maria
Pour plus de détails, voir Fiche technique et Distribution.
Salve Maria est un film catalan de Mar Coll sorti en 2024, librement adapté du roman Pas les mères de Katixa Agirre.
Le long-métrage, qui évoque la difficulté des femmes d'être une jeune mère et la dépression périnatale, reçoit de nombreux prix en Espagne (Feroz, Gaudi, Goya). Il est présenté en compétition officielle du Festival international du film de Locarno, en Suisse.

## Synopsis
Une jeune écrivaine, Maria, qui vient d'avoir un enfant, apprend avec horreur l'infanticide de deux jumeaux nourrissons perpétré par une mère française. Hantée par ce crime, et atteinte de dépression post-partum, elle se réfugie dans l'écriture.

## Présentation
Film dramatique de Mar Coll, avec Laura Weissmahr, originellement intitulé dans le projet Las madres no, le film est adapté du roman Amek ez dute (traduit et édité en français sous le titre Pas les mères) de l'écrivaine basque Katixa Agirre qui relate la maternité d'une jeune mère obsédée par un terrible fait divers qui se passe non loin de chez elle et qui le hante dans sa condition même de jeune mère.
Il s'agit du troisième long-métrage de la réalisatrice. Le tournage se déroule en Catalogne. Il débute en janvier 2024 à Barcelone, puis se poursuit à La Vall de Boi et à Tarragone.
Le film sort en France le 20 août 2025, après une avant-première à Paris en juillet, dans le quartier de Bastille.

## Fiche technique
Sauf indication contraire, les informations mentionnées dans cette section peuvent être confirmées par la base de données cinématographiques IMDb,  présente dans la section « Liens externes ».
- Titre : Salve Maria
- Titre original : Salve Maria
- Réalisation : Mar Coll
- Production : María Zamora

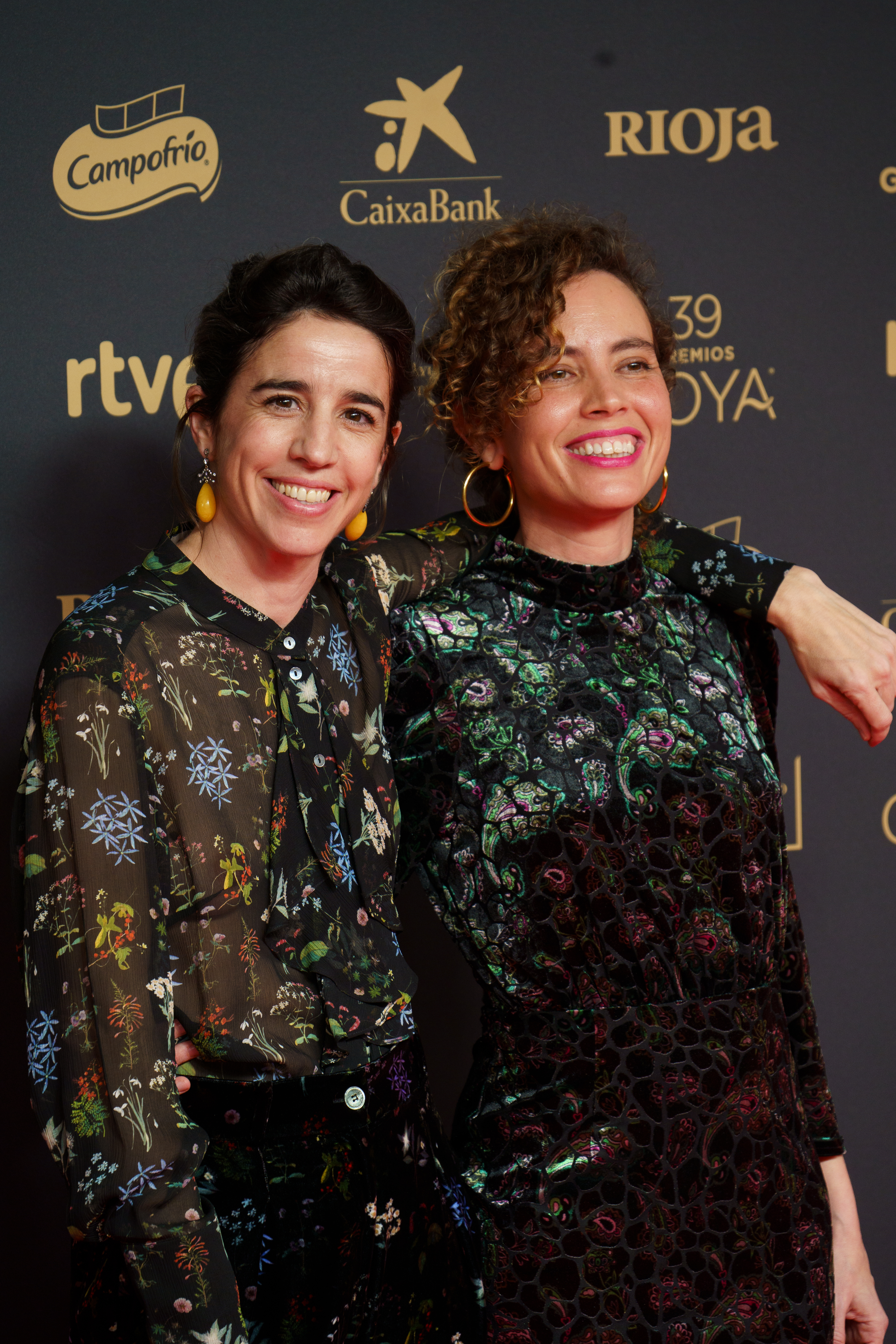
Mar Coll et Valentina Viso pour Salve Maria, 39^{e} cérémonie des Goyas à Grenade (2025)..

- Scénario : Mar Coll, Valentina Viso, Katixa Agirre
- Direction artistique : Nilo Zimmermann
- Musique : Zeltia Montes
- Son : Amanda Villavieja, Elena Coderch
- Pays de production :  Espagne
- Sociétés de production : 3Cat, Be For Films, Crea SGR, Elástica Films, Escándalo Films
- Distribution : Dulac Distribution
- Format : Couleurs
- Genre : drame
- Langue: catalan
- Dates de sortie : 
  - Espagne : 2024
  - France : 20 août 2025 (sortie nationale)

## Distribution
- Laura Weissmahr : Maria
- Oriol Pla : Nico
- Giannina Fruttero : Ana
- Clara Garcés : la sage-femme
- Magali Heu : Alice
- Belén Cruz : la mère de Maria

## Distinctions

### Récompenses
- Prix Gaudí 2025 : meilleur scénario adapté et meilleure révélation pour Laura Weissmahr[8].
- Prix Feroz 2025 : meilleur film dramatique et meilleure affiche[9]
- Prix Goyas 2025 : meilleur espoir féminin pour Laura Weissmahr[10]

### Nominations
- Prix Gaudí 2025 : meilleur film en langue catalane, meilleur acteur dans un second rôle pour Oriol Pla, meilleure photographie, meilleure musique et meilleur montage[11]
- Prix Feroz 2025 : meilleure actrice pour Laura Weissmahr et meilleure musique originale[12]
- Prix Goyas 2025 : meilleur scénario adapté[13]

### Compétitions
- Festival international du film de Locarno[14]